# Khu công nghệ cao
Khu công nghệ cao là  khu kinh tế - kỹ thuật đa chức năng, có ranh giới xác định, do Thủ tướng Chính phủ quyết định thành lập, nhằm nghiên cứu - phát triển và ứng dụng công nghệ cao, ươm tạo doanh nghiệp công nghệ cao, đào tạo nhân lực công nghệ cao và sản xuất, kinh doanh sản phẩm công nghệ cao.

## Chức năng
Khu công nghệ cao có chức năng thực hiện các hoạt động nghiên cứu, ứng dụng, phát triển công nghệ cao; ươm tạo công nghệ cao, ươm tạo doanh nghiệp công nghệ cao; sản xuất sản phẩm công nghệ cao, cung ứng dịch vụ công nghệ cao; liên kết các hoạt động nghiên cứu, ứng dụng, đào tạo nhân lực, sản xuất sản phẩm công nghệ cao. Là nơi tổ chức hội chợ, triển lãm, trình diễn sản phẩm công nghệ cao từ kết quả nghiên cứu, ứng dụng công nghệ cao; thu hút các nguồn lực trong nước và ngoài nước để thúc đẩy hoạt động công nghệ cao.